# Грант-Валкарія (Флорида)
Грант-Валкарія (англ. Grant-Valkaria) — місто (англ. town) в США, в окрузі Бревард штату Флорида. Населення — 4509 осіб (2020).

## Географія
Грант-Валкарія розташований за координатами 27°56′3″ пн. ш. 80°33′57″ зх. д. / 27.93417° пн. ш. 80.56583° зх. д. (27.934301, -80.565885).  За даними Бюро перепису населення США в 2010 році місто мало площу 78,22 км², з яких 70,37 км² — суходіл та 7,86 км² — водойми.

## Демографія
Згідно з переписом 2010 року, у місті мешкало 3850 осіб у 1587 домогосподарствах у складі 1174 родин. Густота населення становила 49 осіб/км².  Було 1767 помешкань (23/км²).
Расовий склад населення:
| - 91,4 % — білих - 3,9 % — чорних або афроамериканців - 1,6 % — азіатів - 0,5 % — корінних американців - 0,1 % — вихідців з тихоокеанських островів |

До двох чи більше рас належало 1,8 %. Частка іспаномовних становила 4,6 % від усіх жителів.
За віковим діапазоном населення розподілялося таким чином: 16,5 % — особи молодші 18 років, 64,6 % — особи у віці 18—64 років, 18,9 % — особи у віці 65 років та старші. Медіана віку мешканця становила 50,9 року. На 100 осіб жіночої статі у місті припадало 100,4 чоловіків;  на 100 жінок у віці від 18 років та старших — 100,4 чоловіків також старших 18 років.
Середній дохід на одне домашнє господарство  становив 80 760 доларів США (медіана — 59 038), а середній дохід на одну сім'ю — 92 815 доларів (медіана — 78 426). Медіана доходів становила 53 042 долари для чоловіків та 43 750 доларів для жінок. За межею бідності перебувало 6,6 % осіб, у тому числі 4,7 % дітей у віці до 18 років та 5,4 % осіб у віці 65 років та старших.
Цивільне працевлаштоване населення становило 1771 особа. Основні галузі зайнятості: роздрібна торгівля — 23,5 %, науковці, спеціалісти, менеджери — 19,3 %, освіта, охорона здоров'я та соціальна допомога — 17,8 %.